# 刘学军
刘学军（1956年1月—），男，中华人民共和国政治人物，曾任银川市人民政府市长，宁夏回族自治区建设厅厅长，第十届全国人大代表。